# 愛媛県立宇和特別支援学校
愛媛県立宇和特別支援学校（えひめけんりつ うわとくべつしえんがっこう）は、愛媛県西予市宇和町卯之町にある公立特別支援学校。

## 聴覚障害部門（宇和聾校舎）

### 学部
- 幼稚部
- 小学部
- 中学部
- 高等部

### 沿革
- 1952年 - 愛媛県立宇和聾学校設置
- 1957年 - 中学部設置
- 1962年 - 宇和町立（現・西予市立）宇和中学校と校舎交換
- 1963年 - 高等部（普通科）設置
- 1965年 - 幼稚部（1年保育）設置
- 1972年 - 幼稚部（2年保育）設置
- 2009年 - 愛媛県立宇和養護学校と統合され、愛媛県立宇和特別支援学校聴覚障害部門（宇和聾校舎）となる

### 校訓とめざす子ども像
- 誠実: 仲良く助け合う子
- 努力: 自ら学び、考える子
- 明朗: 豊かな心とたくましい体を持つ子

## 肢体不自由部門（宇和聾校舎）

### 学部
- 小学部
- 中学部
- 高等部

### 沿革
- 2015年 - 宇和聾校舎敷地内に設置

### 校訓とめざす子ども像
- 健康: 心豊かに伸びゆく体
- 明朗: 生き生き学び輝く笑顔
- 自立: たくましく未来に向かって羽ばたく力

## 知的障害部門（宇和養校舎）

### 学部
- 小学部
- 中学部
- 高等部
- 訪問教育

### 沿革
- 1953年 - 八幡浜学園設置
- 1954年 - 八幡浜市立松蔭小学校・八代中学校八幡浜学園分校設置
- 1961年 - 大洲市立大洲小学校・大洲南中学校大洲学園分校設置
- 1966年 - 野村町立野村小・中学校野村学園分校設置
- 1979年 - 愛媛県立宇和養護学校（小・中学部、訪問教育）、八幡浜学園分校、大洲学園分校、野村学園分校設置
- 1996年 - 高等部（普通科・産業科）設置
- 1997年 - 八幡浜学園分校廃止
- 2000年 - 高等部訪問教育開始
- 2009年 - 愛媛県立宇和聾学校と統合され、愛媛県立宇和特別支援学校知的障害部門（宇和養校舎）となる
- 2010年 - 大洲学園分校、野村学園分校廃止

### 校訓
- 健康で　たくましい子
- 明るく　おもいやりのある子
- 考えて　行動できる子

### 所在地
〒797-0029
愛媛県西予市宇和町永長1287-1